# Marwood (Devon)
 (mai 2023).
Pour les articles homonymes, voir Marwood.
Marwood est un village et une paroisse civile du Devon, situé dans le sud-ouest de l'Angleterre. 